# Naturita
Naturita es un pueblo ubicado en el condado de Montrose en el estado estadounidense de Colorado. En el Censo de 2010 tenía una población de 546 habitantes y una densidad poblacional de 306,86 personas por km².

## Geografía
Naturita se encuentra ubicado en las coordenadas 38°13′7″N 108°34′6″O / 38.21861, -108.56833. Según la Oficina del Censo de los Estados Unidos, Naturita tiene una superficie total de 1.78 km², de la cual 1.78 km² corresponden a tierra firme y (0%) 0 km² es agua.

## Demografía
Según el censo de 2010, había 546 personas residiendo en Naturita. La densidad de población era de 306,86 hab./km². De los 546 habitantes, Naturita estaba compuesto por el 96.52% blancos, el 0% eran afroamericanos, el 0.55% eran amerindios, el 0% eran asiáticos, el 0% eran isleños del Pacífico, el 0.92% eran de otras razas y el 2.01% pertenecían a dos o más razas. Del total de la población el 5.86% eran hispanos o latinos de cualquier raza.